# Wetzlar
Wetzlar è una città di 54 187 abitanti dell'Assia, in Germania.

Appartiene al distretto governativo (Regierungsbezirk) di Gießen, ed è capoluogo del circondario di Lahn-Dill. 

Wetzlar si fregia del titolo di "Città con status speciale" (Sonderstatusstadt). È la cittadina tedesca in cui Goethe ambientò il romanzo epistolare: I dolori del giovane Werther.

## Geografia fisica
Wetzlar si trova nella parte centrale dell'Assia sul fiume Lahn, non lontano dal punto in cui questo cambia direzione in prossimità della confluenza con il fiume Dill.
La città si trova tra diverse regioni del Mittelgebirge, a sud del fiume Lahn si trova il Taunus, a nord del Lahn e ad ovest del Dill comincia il Westerwald; a nord del Lahn e ad est del Dill comincia il Rothaargebirge. La massima elevazione entro i confini cittadini è lo Stoppelberg a 401 m s.l.m.
Le città più vicine sono Gießen (sul Lahn a circa 12 chilometri), Coblenza 80 chilometri lungo il corso del Lahn, Limburg 40 chilometri a ovest, Siegen 50 chilometri al nord-ovest, Dillenburg 30 chilometri a nord, Marburgo 30 chilometri a nordest e Francoforte sul Meno 60 chilometri al sud.

## Geografia antropica
Wetzlar e Gießen sono i due nuclei di questo piccolo (circa 200 000 abitanti) agglomerato urbano dell'Assia centrale (Mittelhessen in tedesco). Lungo le valli del Lahn (a est e a ovest) e del Dill (nord) vi sono altri centri abitati che in parte si fondono con Wetzlar mentre le aree montuose intorno a Wetzlar (a nord-ovest, nordest e verso il sud) sono molto boscose e poco abitate.

### Frazioni
Il territorio comunale di Wetzlar è suddiviso in otto distretti e dodici quartieri.

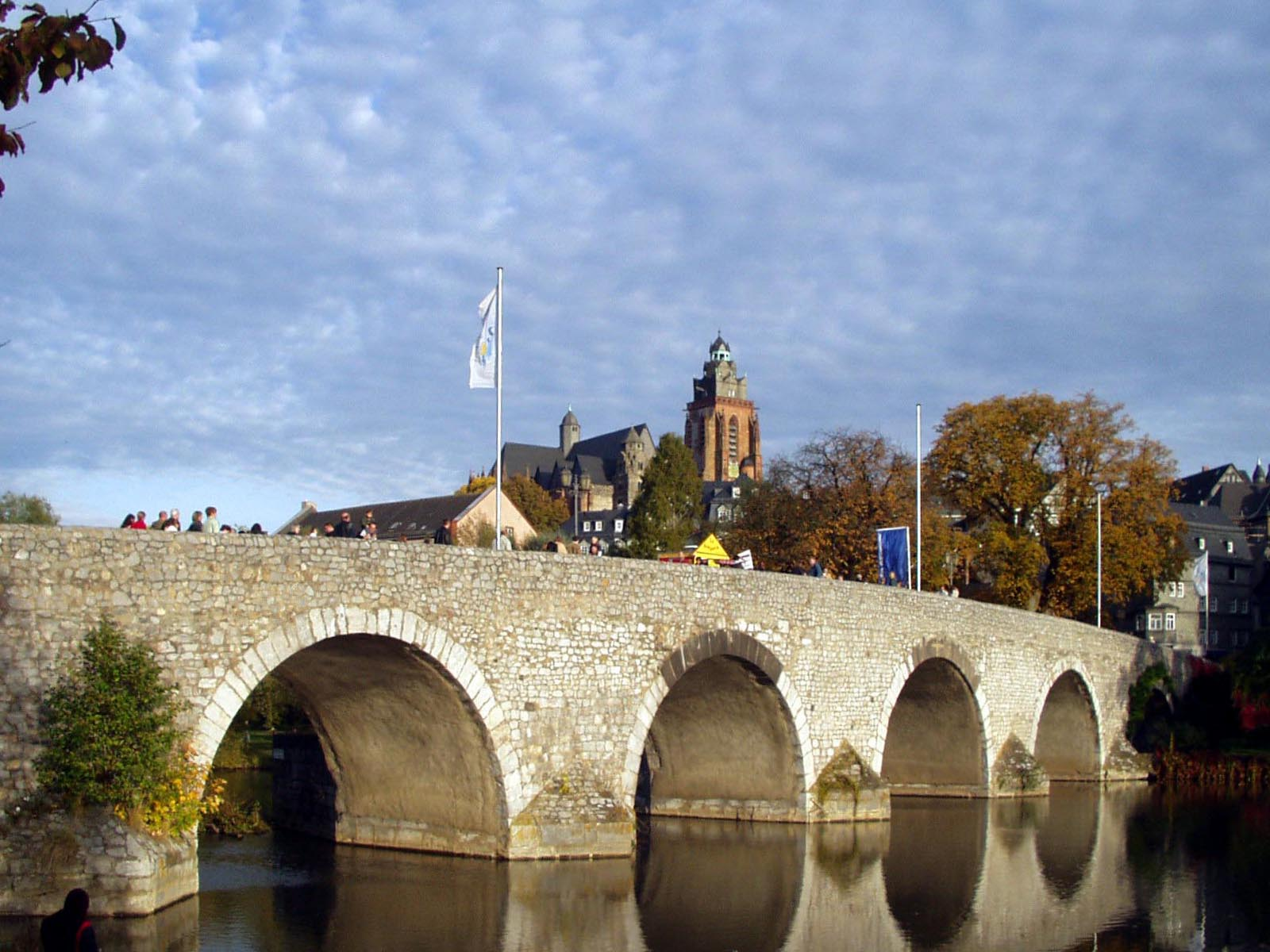
Ponte vecchio di Lahn

Distretti della città:
| - Blasbach - Dutenhofen - Garbenheim - Hermannstein | - Münchholzhausen - Nauborn - Naunheim - Steindorf |

Quartieri della città:
| - Altstadt - Neustadt - Hauserberg - Büblingshausen | - Stürzkopf - Stoppelberger Hohl - Nauborner Straße - Silhöfer Aue | - Altenberger Straße - Dalheim - Dillfeld - Niedergirmes |

## Monumenti e luoghi d'interesse

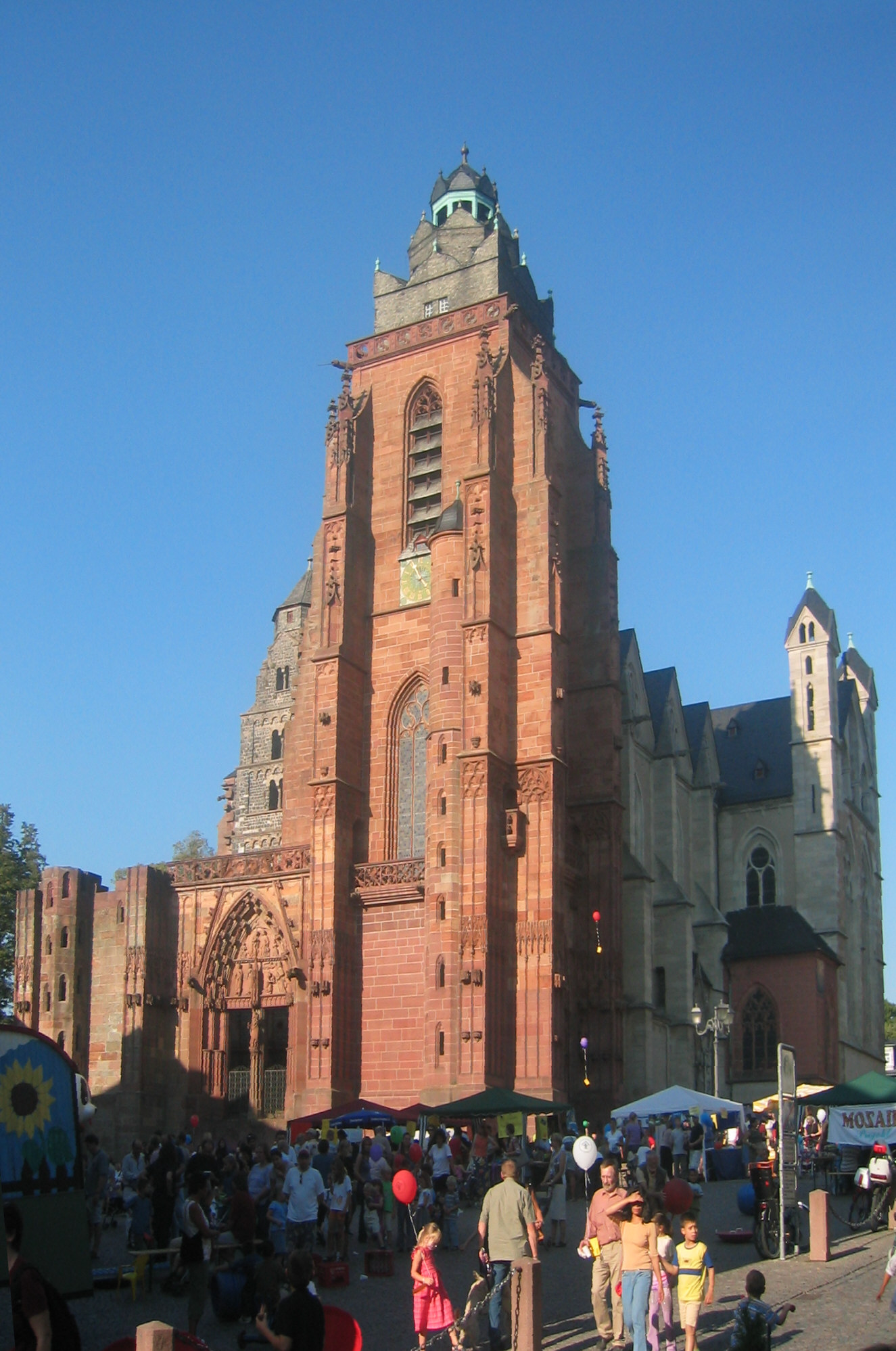
Il duomo di Wetzlar

- Duomo di Wetzlar: antico edificio religioso risalente al 1230 e oggi chiesa interconfessionale condivisa da cattolici ed evangelici. Ha una torre campanaria dal lato del portale principale, alta oltre 50 metri.
- Chiesa dei Francescani: chiesa risalente al XIII secolo, trasformata in chiesa barocca, ora adibita a scuola di musica
- Case a graticcio nei quartieri di Hermannstein e Dutenhofen, risalenti al XVIII e al XIX secolo

## Economia

### Industrie
La città è nota per essere la sede della Leica, nota azienda specializzata nella costruzione di meccanismi ottici di precisione (come microscopi o macchine fotografiche).

## Infrastrutture e trasporti
Il territorio comunale è attraversato in direzione nord-sud dall'autostrada A 45 che collega Wetzlar con la regione della Ruhr e la regione metropolitana Reno-Meno.

## Amministrazione

### Gemellaggi
Wetzlar è gemellata con le seguenti città:
- Siena
- Avignone, dal 1960[3]
- Colchester
- Neukölln, dal 1959 , Distretto di Berlino
- Písek
- Ilmenau
- Schladming